# Xã Elk Creek, Quận Custer, Nebraska
Xã Elk Creek (tiếng Anh: Elk Creek Township) là một xã thuộc quận Custer, tiểu bang Nebraska, Hoa Kỳ. Năm 2010, dân số của xã này là 126 người.